# Гродкув (гмина)

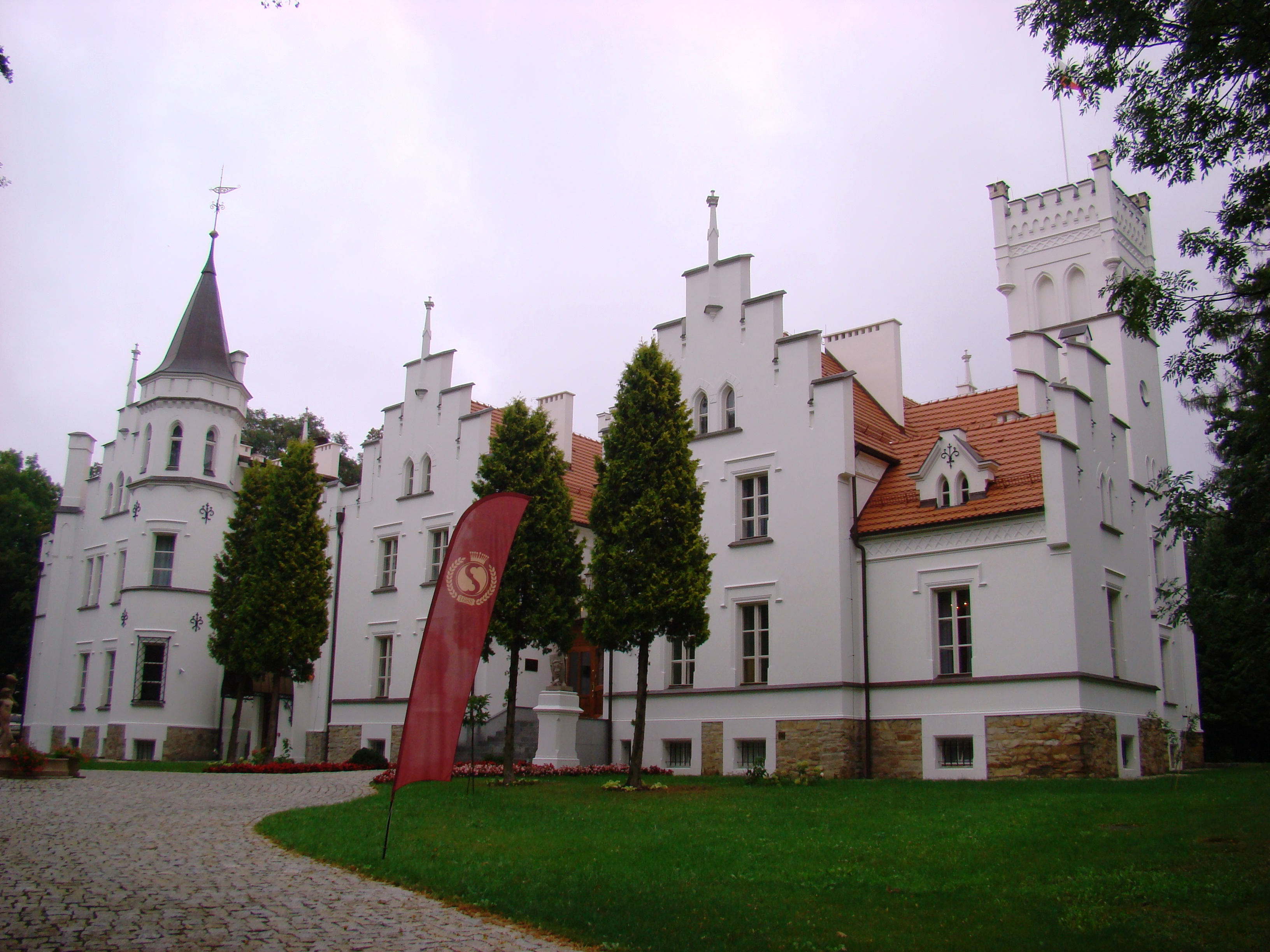
Дворец Сулислав в Гродкуве

Гродкув (пол. Grodków) — городско-сельская гмина (волость) в Польше, входит как административная единица в Бжегский повет (Опольское воеводство), Опольское воеводство. Население — 19 711 человек (на 2004 год).

## Демография
| Перепись                       | Всего   | Всего | Женщины | Женщины | Мужчины | Мужчины |
| ------------------------------ | ------- | ----- | ------- | ------- | ------- | ------- |
| Единицы                        | человек | %     | человек | %       | человек | %       |
| Население                      | 19 711  | 100   | 9996    | 50,7    | 9715    | 49,3    |
| Плотность населения (чел./км²) | 68,8    | 68,8  | 34,9    | 34,9    | 33,9    | 33,9    |

## Населённые пункты
Богданув, Бонкув, Вежбна, Вежбник, Венцмежице, Войновички, Войслав, Войтовице, Галонщице, Герув, Глембоцко, Гнойна, Голя-Гродковска, Жарув, Желязна, Зелёнковице, Енджеюв, Ешкотле, Кобеля, Кольница, Копице, Липова, Миколаёва, Млодошовице, Нова-Весь-Мала, Осек-Гродковски, Поляна, Пшилесе-Дольне, Рогув, Старовице, Стшегув, Сулислав, Тарнув-Гродковски, Яшув.

## Соседние гмины
1. Гмина Каменник
2. Гмина Немодлин
3. Гмина Ольшанка
4. Гмина Пакославице
5. Гмина Пшеворно
6. Гмина Скорошице
7. Гмина Вёнзув